# Velîki Horî, Iavoriv
Velîki Horî (în ucraineană Великі Гори) este un sat în comuna Lozîno din raionul Iavoriv, regiunea Liov, Ucraina.

## Demografie
Componența lingvistică a localității Velîki Horî
     Ucraineană (100%)
Conform recensământului din 2001, toată populația localității Velîki Horî era vorbitoare de ucraineană (100%).